# Olegario Pachón Núñez
Olegario Pachón Núñez (Bienvenida, 1907-Llerena, 1996) va ser un anarquista espanyol.

## Biografia
Va néixer en la localitat pacense de Bienvenida en 1907. Nascut en el si d'una família pagesa, en la seva joventut va treballar en el camp com a jornaler. Durant els anys de la Segona República es va iniciar en el moviment anarquista, formant part de Confederació Nacional del Treball (CNT).
Després de l'esclat de la Guerra civil es va unir a les milícies populars, combatent en el front d'Extremadura. Va arribar a manar el batalló «Pío Sopena», de composició anarcosindicalista, que va estar desplegat en els fronts de Talarrubias i Casas de Don Pedro. Amb posterioritat es va integrar en l'estructura de l'Exèrcit Popular de la República, aconseguint el grau de major de milícies. Durant alguns mesos de 1937 va estar al capdavant de la 113a Brigada Mixta, que guarnia el tranquil front del Tajo-Extremadura. També va manar 91a Brigada Mixta, i va prendre part en els combats de la Bossa de Mèrida. Cap al final de la contesa era comandant de la 37a Divisió.
Cap al final de la contesa va fugir a Alacant, però en arribar al port va descobrir que no hi havia vaixells per als refugiats. Va ser fet presoner per les forces franquistes i empresonat en els camps de concentració d'Albatera i Porta Coeli. No obstant això, va aconseguir escapar i fugir fins a França. Allí va aconseguir establir-se i va col·laborar amb l'organització anarcosindicalista en l'exili. Durant l'exili va treballar com cartutxer, estibador i planxador. En 1957 va ser enviat a l'Espanya franquista com a delegat de la CNT, en un viatge clandestí que tenia per missió esbrinar l'estat en què es trobava l'estructura de la CNT; el propi Olegario Pachón va comprovar el grau d'inactivitat que tenia l'organització anarquista i així ho va fer saber a la prefectura de la CNT a l'exili. Després de la mort de Franco va tornar a Espanya, on moriria.

## Obres
- —— (1979). Recuerdos y consideraciones de los tiempos heroicos. Barcelona: Gráfica Fernando.[8][9]